# Шпаков, Николай Петрович
Никола́й Петро́вич Шпа́ков (10 июля 1930, Оршанский округ, Белорусская ССР — 12 февраля 2003, Москва) — советский военачальник, командующий 1-й Краснознамённой армией ПВО Особого назначения ордена Ленина Московского округа ПВО (1979—1987); заместитель главнокомандующего Войск ПВО по вузам (1987—1990), генерал-полковник.

## Биография
Родился 10 июля 1930 года в деревне Головичи Дрибинского района Оршанского округа Белорусской ССР (ныне — Могилёвской области Белоруссии).
По окончании военного училища командовал батареей курсантов в этом же учебном заведении. Окончил Военную командную академию ПВО в городе Калинин (ныне — Тверь).
Окончив академию, служил начальником штаба зенитного ракетного полка, командиром зенитного ракетного полка, начальником отдела боевой подготовки корпуса ПВО. В 1971 году поступил в Военную академию Генерального штаба Вооружённых Сил СССР имени К. Е. Ворошилова, которую окончил в 1973 году. 
В 1973—1975 годах — заместитель командира корпуса ПВО. С марта 1975 по сентябрь 1978 года — командир 10-го корпуса ПВО 1-й армии ПВО Особого назначения ордена Ленина Московского округа ПВО (штаб 10-го корпуса — в городе Долгопрудный Московской области).
В 1978—1979 годах — первый заместитель командующего, а в 1979—1987 годах — командующий 1-й армией ПВО Особого назначения (1А ПВО ОсН) ордена Ленина Московского округа ПВО (штаб армии — в городе Балашиха Московской области).
Под его руководством началось перевооружение частей 1А ПВО ОсН на зенитные ракетные комплексы (ЗРК) нового поколения С-300, которые 1 июля 1982 года заступили на боевое дежурство по охране воздушных рубежей столицы СССР — города Москвы. 7 сентября 1982 года войсковые части, оснащённые новыми ЗРК, выполнили боевые стрельбы в ходе тактических учений на полигоне Капустин Яр.
Указом Президиума Верховного Совета СССР от 18 ноября 1982 года за успешное освоение новой техники и высокие показатели в боевой подготовке 1-я армия ПВО Особого назначения награждена орденом Красного Знамени и стала именоваться Краснознамённой.
В 1987—1990 годах — заместитель Главнокомандующего Войсками ПВО по военно-учебным заведениям.
С июля 1990 года генерал-полковник Н. П. Шпаков — в запасе (по болезни).
Жил в Москве. Умер 12 февраля 2003 года. Похоронен в Москве на Троекуровском кладбище.
Генерал-полковник (18.02.1985).

## Награды
- орден «За службу Родине в Вооружённых Силах СССР» 2-й степени;
- орден «За службу Родине в Вооружённых Силах СССР» 3-й степени;
- медали СССР.